# Viață de câine (film din 1918)
Viață de câine (în engleză A Dog's Life) este un film american mut alb-negru de scurtmetraj de comedie din 1918 produs, scris și regizat de Charlie Chaplin pentru First National Pictures (primul film al lui Chaplin pentru această companie după ce a terminat contractul la Mutual Film Corp în 1917). În alte roluri interpretează actorii Edna Purviance, Syd Chaplin, Henry Bergman, Charles Reisner, Albert Austin și Tom Wilson.
Charles Lapworth, un fost editor de jurnale pe care Chaplin l-a întâlnit când i-a acordat un interviu, a avut rolul de consultant al acestui film.
Chaplin joacă alături de un animal, "Scraps" (câinele) este co-vedeta și eroul acestui film, deoarece îi ajută pe Charlie și pe Edna să aibă o viață mai bună. Edna Purviance interpretează rolul unei cântărețe  și Charlie Chaplin, pe cel al Micului vagabond. Sydney Chaplin (fratele-vitreg al lui Chaplin) a avut un rol minor în acest film; aceasta a fost primul film când cei doi frați au fost văzuți împreună pe marele ecran.
Filmul a fost relansat în Retrospectiva Chaplin în 1959 alături de alte două filme First National: Charlot soldat (Shoulder Arms, 1918) și The Pilgrim (1923).

## Prezentare
Charlie este șomer și are puține perspective de angajare. El încearcă să fure mâncare dintr-un cărucior mobil și este aproape prins de un ofițer de poliție, evitând arestarea cu câteva sărituri fanteziste și strecurându-se pe sub un gard. Mai târziu, Charlie salvează un câine vagabond (Scraps) de alți câini. Charlie și Scraps se împrietenesc rapid și devin parteneri în ceea ce privește mâncarea. Charlie intră într-un cabaret unde câinii nu au voie. Charlie îl ascunde pe Scraps în pantalonii săi largi, dar se observă în spate coada câinelui. Charlie întâlnește o fată care lucrează în cabaret. Ea este deziluzionată de viața pe care o duce, așa că Charlie încearcă să o înveselească. Charlie este scos din cabaret pentru că nu are bani și se întoarce în locul său obișnuit unde doarme de obicei afară. Din întâmplare, hoții au îngropat în apropiere un portofel furat care conține o mică avere. Scraps sapă în pământ după portofel. Charlie se întoarce la cafenea și îi arată fetei că are destui bani pentru ca ei să se căsătorească. Hoții descoperă că Charlie are portofelul și îl iau înapoi cu violență. Charlie se luptă furios ca să-l recupereze. Aceasta duce la o urmărire frenetică care culminează cu arestarea hoților. Charlie folosește banii pentru a cumpăra o fermă pentru el și mireasa lui. Filmul se termină cu cei doi proaspăt căsătoriți  uitându-se cu drag la un leagăn. Aici se află Scraps și puii ei.

## Distribuție
- Charlie Chaplin – Micul vagabond
- Edna Purviance – Cântăreață la bar
- Mut – Scraps, un metis „pur-sânge”
- Syd Chaplin – proprietar bar
- Henry Bergman – Un șomer gras / o doamnă care dansează
- Charles Reisner – Angajator de la agenția pentru ocuparea forței de muncă
- Albert Austin – Angajator de la agenția pentru ocuparea forței de muncă / Hoț
- Bud Jamison – Hoț
- Tom Wilson – Polițist
- M. J. McCarthy – Șomer
- Mel Brown – Șomer
- Charles Force – Șomer
- Bert Appling – Șomer
- Thomas Riley – Șomer
- Slim Cole – Șomer
- Ted Edwards – Șomer
- Louis Fitzroy – Șomer

## Galerie de imagini

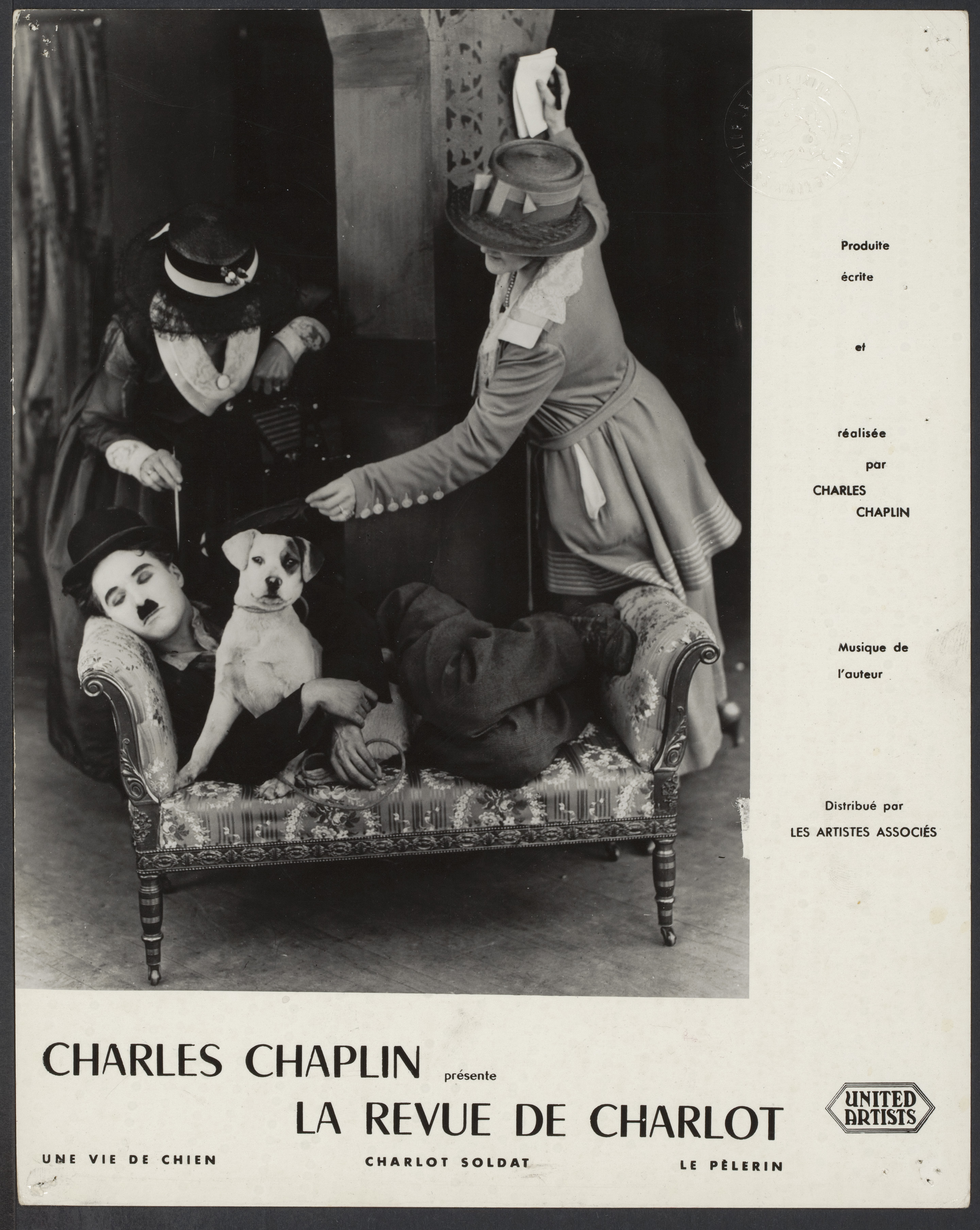
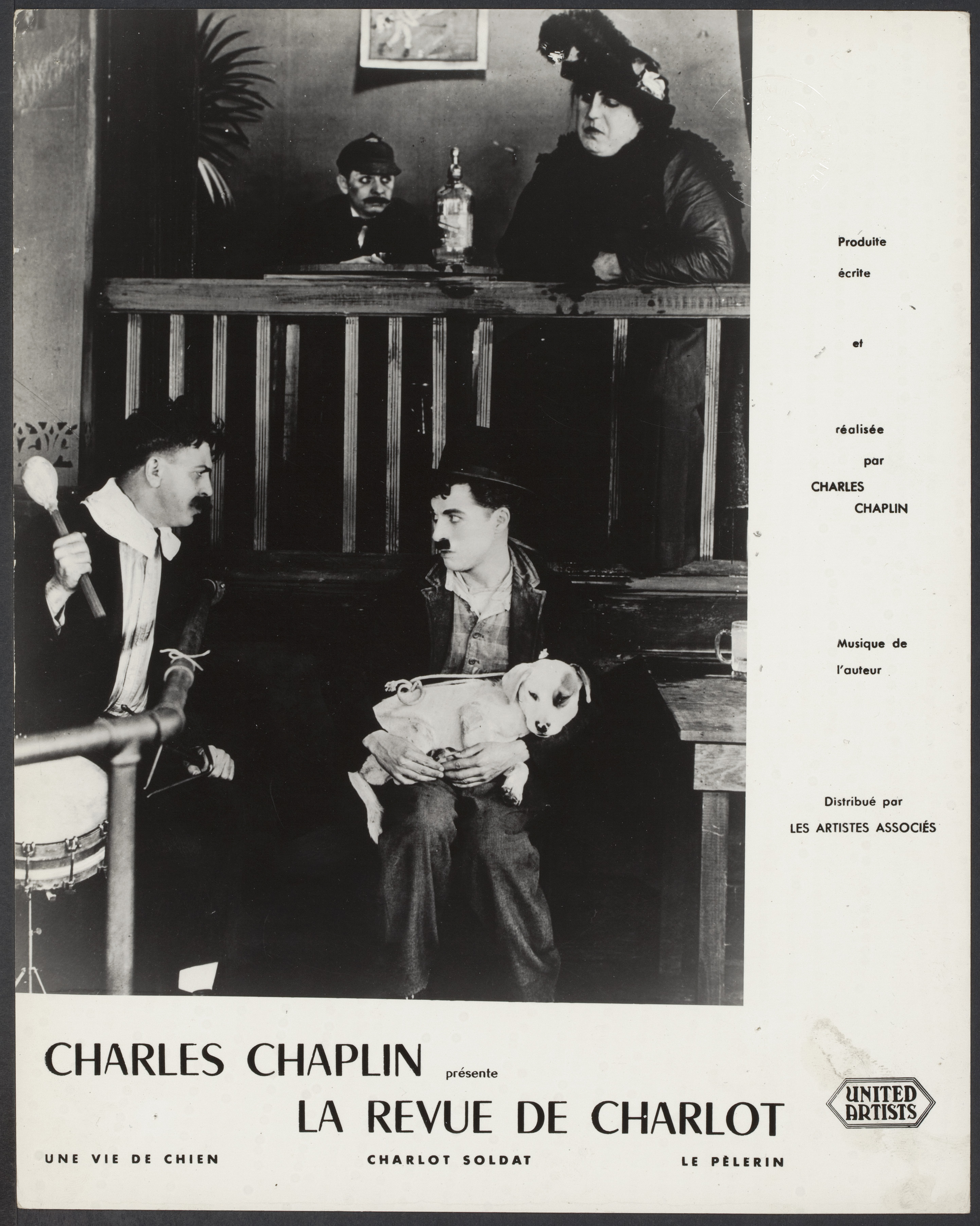
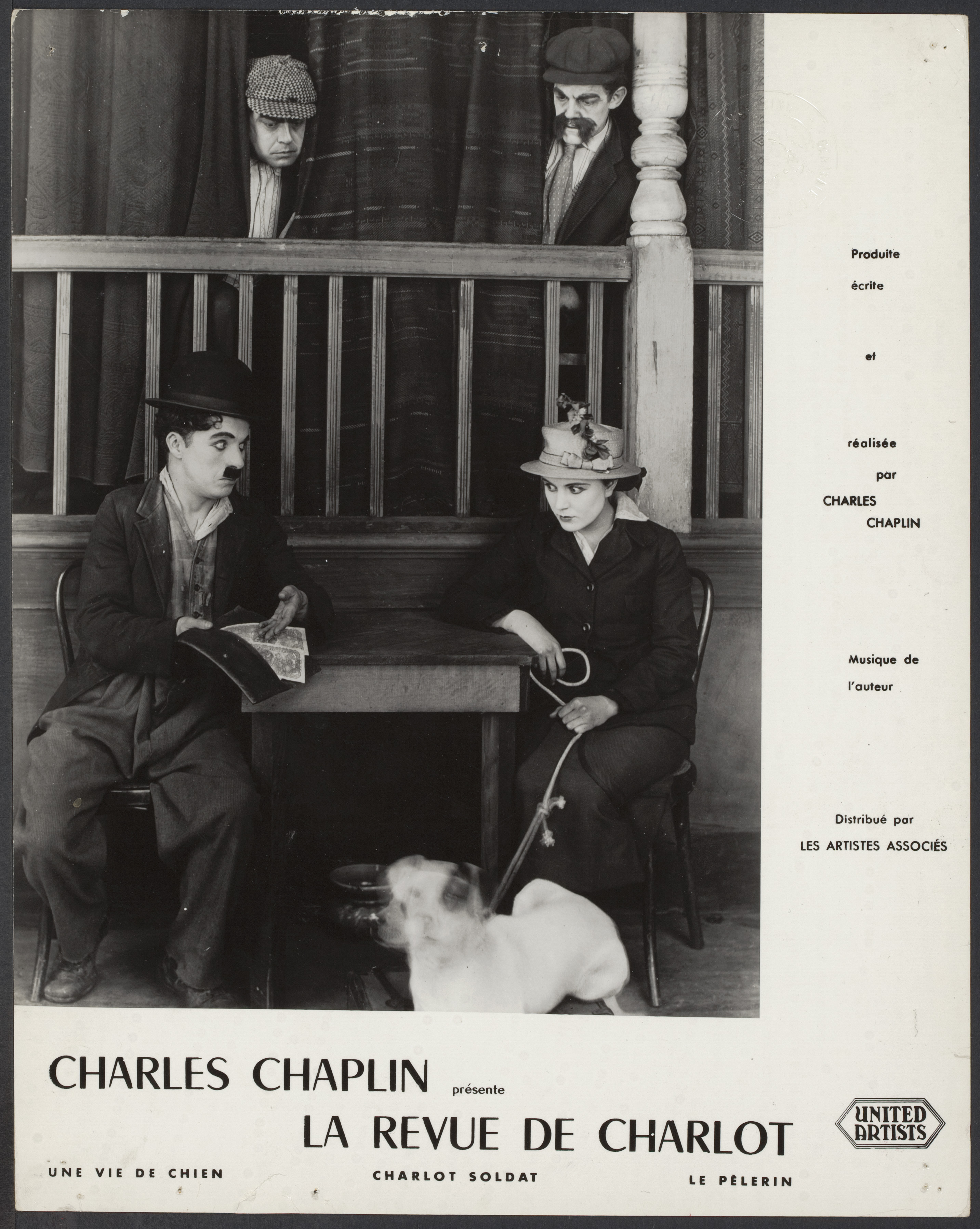
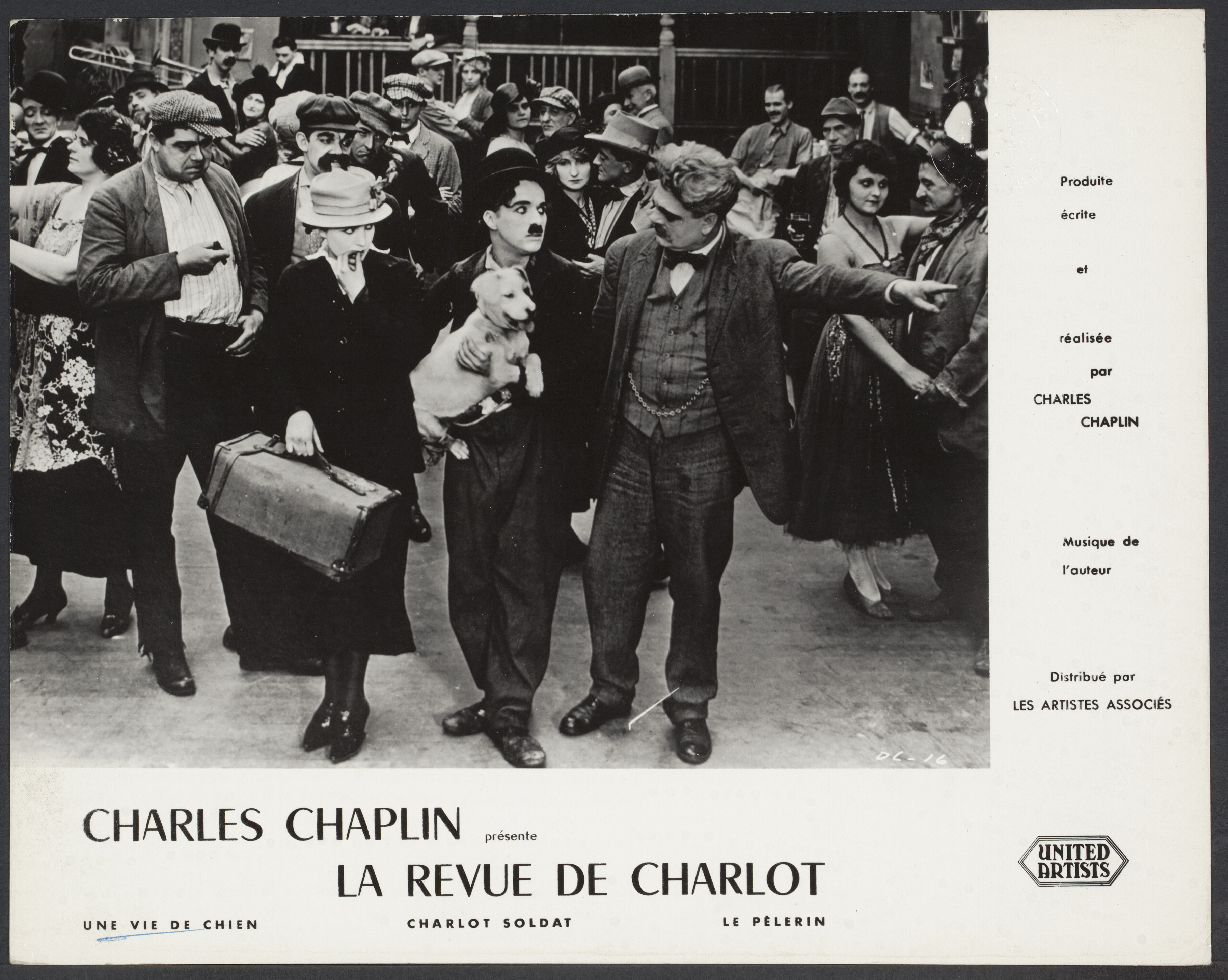
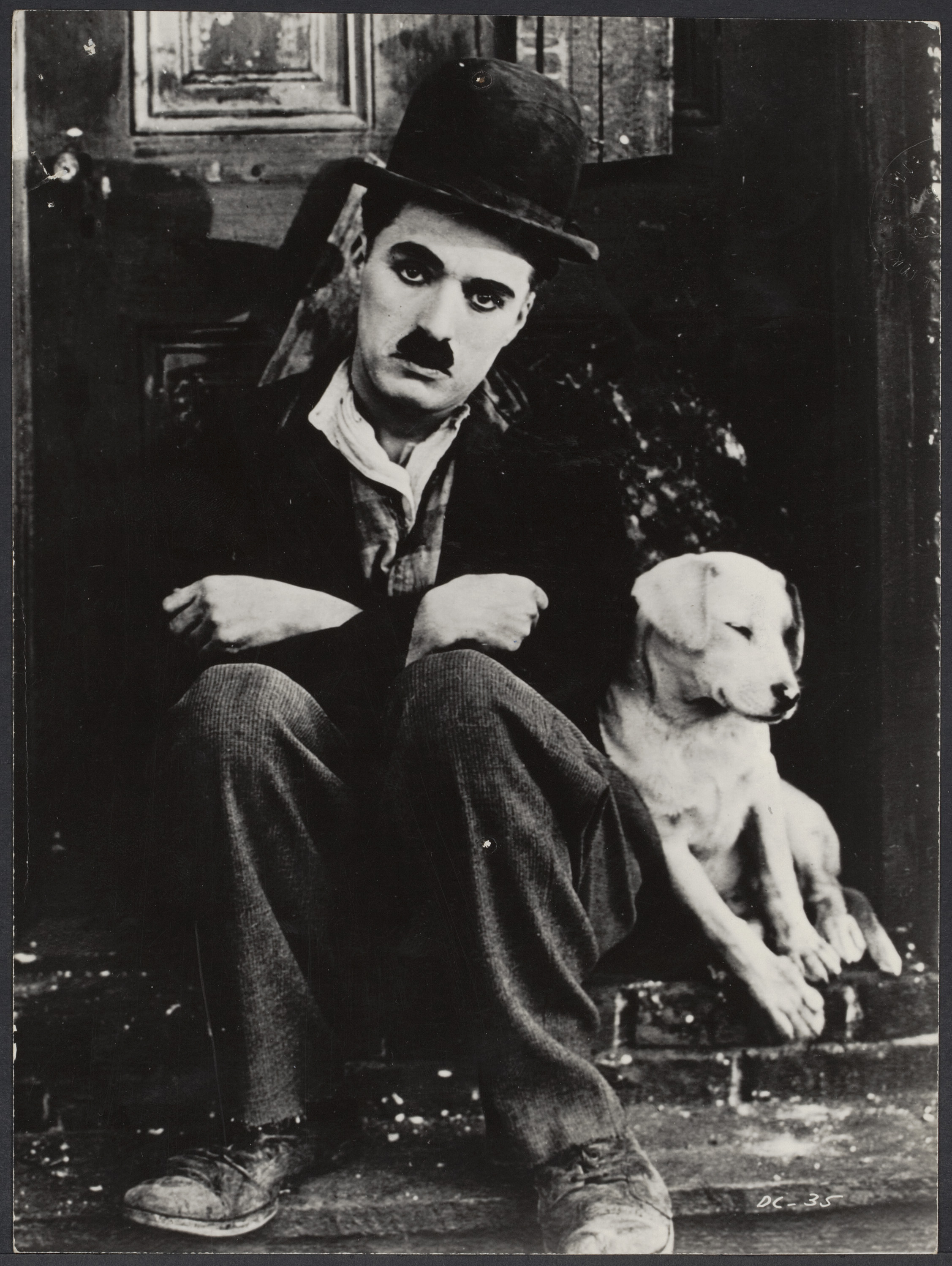
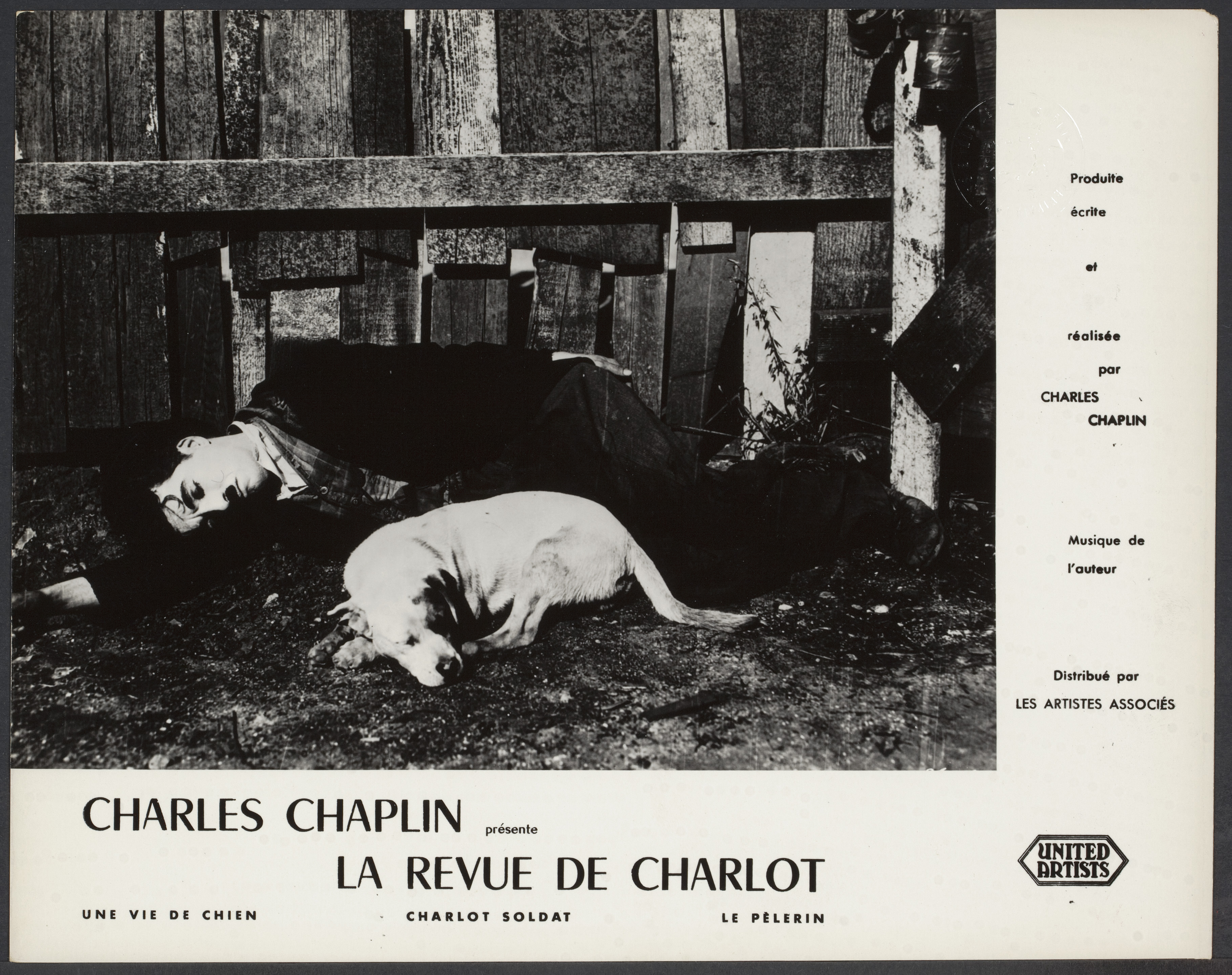
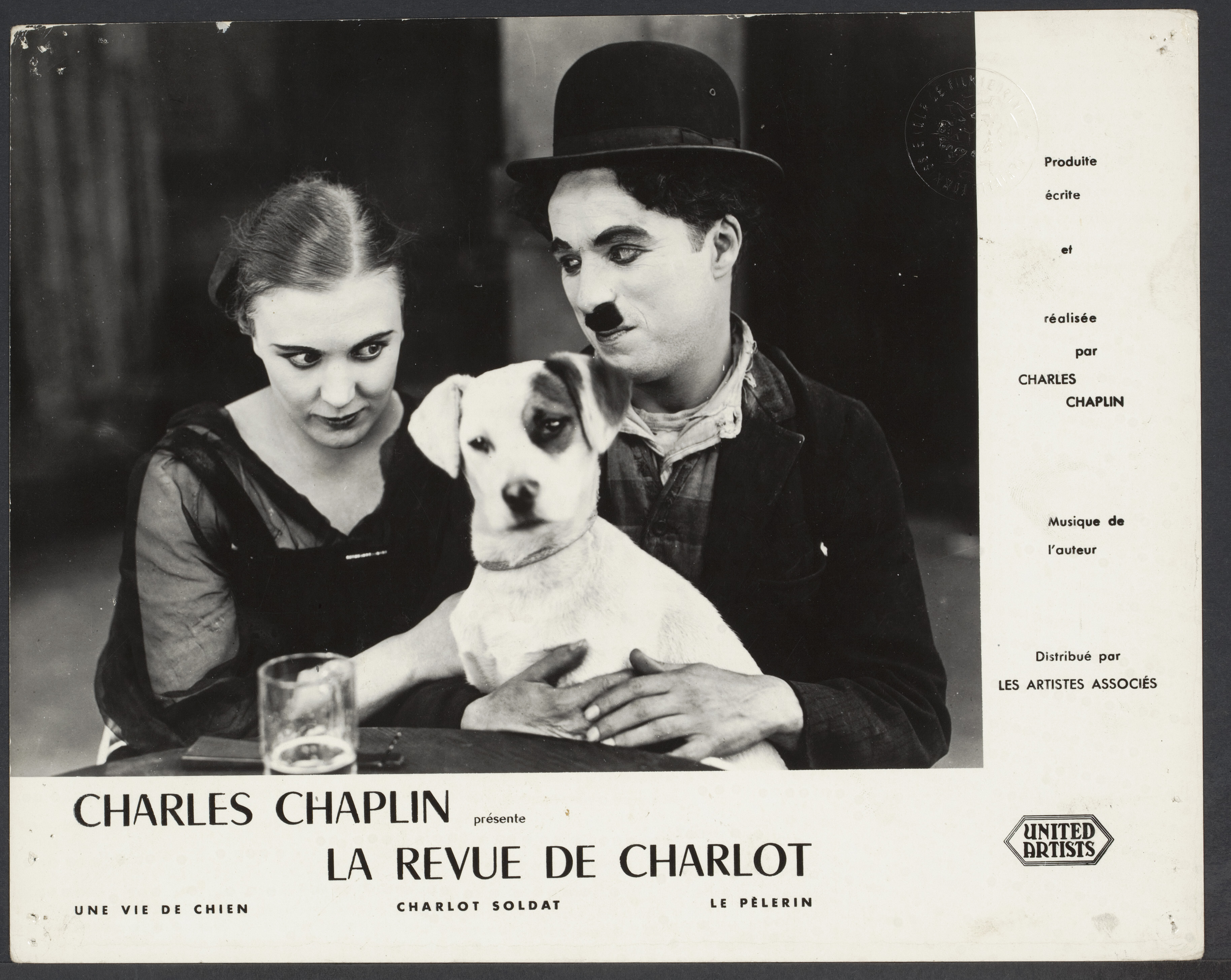
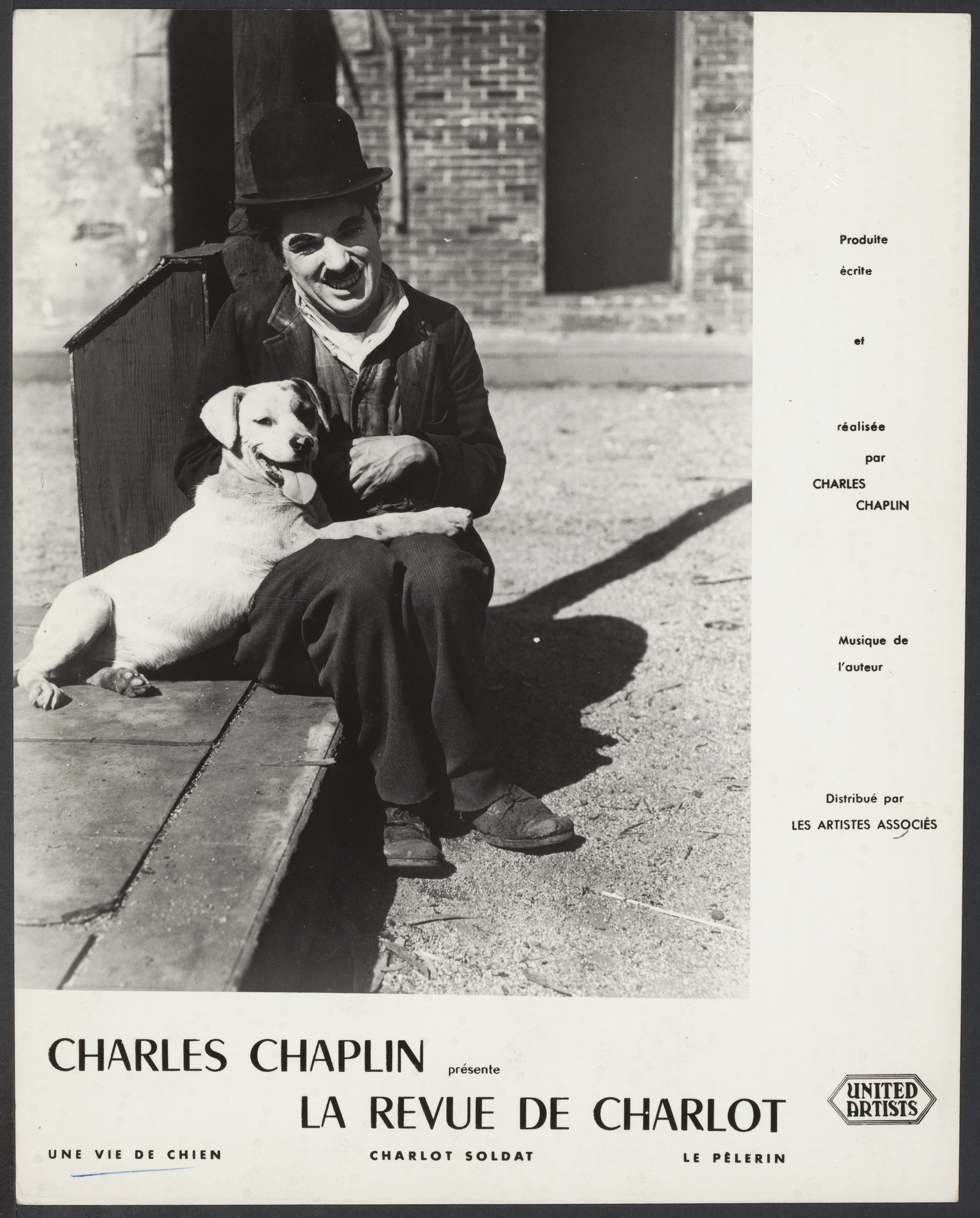